# Trentepohlia (Trentepohlia) centrofuscoides
Trentepohlia (Trentepohlia) centrofuscoides is een tweevleugelige uit de familie steltmuggen (Limoniidae). De soort komt voor in het Afrotropisch gebied.